# المجمع العلمي العراقي
ٱلْمَجْمَعُ ٱلْعِلْمِيُّ ٱلْعِرَاقِيُّ مَجمَعٌ يَهتَمُّ بدراسة اللُّغةِ العربيَّةِ فضلًا عن اللُّغاتِ الكُرديَّةِ والسُّريانيَّة، أُسِّسَ سنةَ 1947 م، ويَتميَّزُ مَجْمَعُ بَغْدَادَ ومَجْمَعُ القَاهِرَةِ بتَخَصُّصِهِما في قضايا المُصطلَح، وتعريبِ العُلُومِ، ولهما أكبرُ رصيد في هذا الميدان. إذ إنَّ مُهِمَّتَهُ تعريبُ الكلماتِ، وإيجادُ المُصطلَحاتِ العِلْميَّة، وترجمةُ الكتب التي يحتاجُ إليها في البحث والدراسة، وكان يتألَّفُ من لَجْنةٍ مِن عُلَماءِ اللُّغَةِ تَضُمُّ الأديبَ الشاعرَ جميل صدقي الزَّهَاوِيَّ، والشاعرَ معروف الرُّصَافِيَّ، وتوفيق السُّوَيدِيَّ، وثابت عبد النور.
اقتصَرَ المجمَعُ في بُدَاءةِ تأسيسِه على اللُّغة العربية، وفي سنة 1963 م أُسِّسَ مَجْمَعانِ عِلْميانِ آخران: الأول للُّغة السُّريانيَّة، والآخر للُّغة الكرديَّة، ثُمَّ دُمِجَت المجامع اللُّغَوِيَّة الثلاثة: العربيَّة، والكرديَّة، والسُّريانيَّة، سنةَ 1978 م ضمن مَجْمَعٍ عِلْميٍّ واحدٍ وهو المَجْمَعُ العِلْميُّ العراقيُّ.
ثُمَّ صَدَرَ قانونٌ جديدٌ سنةَ 1996 م، أُعيد بموجبه تنظيمُ المجمعِ العلميِّ، فتوسَّعَت اهدافُه لتَشمَلَ التخصصاتِ العلميَّةَ والتِّقْنِيَّةَ كافةً ولا تَحصُرَها بتخصُّصات اللُّغاتِ العربيَّةِ والكرديِّةِ والسُّريانيَّةِ، والتراثِ العربيِّ والإسلاميِّ، بل امتدَّتْ لتشمَلَ تخصصاتِ العلومِ التطبيقيَّةِ، والهندسيّةِِ، والزِّراعيَّة، والفلسفيَّةِ، والقانونيَّةِ، والٱقْتصاديَّةِ، والمعلوماتِ، والمعارف شَتَّىٰ؛ لإثراءِ المعرفةِ الإنسانيَّة، وتوظيفِ هذه المعارف لخِدْمة التنميةِ في العراقِ والبلادِ العربيَّةِ والإسلاميَّة؛ فيقتربُ عملُ المجمعِ أكثرَ فأكثرَ إلىٰ مفهومِ عَمَلٍ يُعرَفُ في دُوَلِ العالَمِ المتقدمة بـ «أكاديميَّاتِ العلوم» التي تضُمُّ عادةً كبارَ العُلَماءِ والمُفَكِّرينَ والمُبدِعين.

## الرِّيَاسة
تعاقب على المجلس الرؤساء التالية أسماؤهم:
1. الشيخ محمد رضا الشبيبي: أعوام 1948-1949.
2. الأستاذ منير القاضي: أعوام 1949 – 1953، جدد 1959.
3. الدكتور ناجي الاصيل: أعوام 1953 – 1954، جدد في 1961 - 1962.
4. الدكتور عبد الرزاق محي الدين: أعوام 1965 – 1979.
5. الدكتور صالح أحمد العلي: أعوام 1979 – 1996.
6. الدكتور ناجح محمد خليل الراوي: أعوام 1996 – 2000.
7. الدكتور محمود حياوي حماش: أعوام 2000 - 2004.
8. الدكتور داخل حسن جريو: أعوام 2004- 2007.
9. الأستاذ الدكتور أحمد مطلوب الناصري: 2007 - 2018.
10. الدكتور عبد المجيد حمزة الناصر: 2018 - 2021.
11. الدكتور محمد حسين آل ياسين: 2021 - حتى الآن.

## أبرز أعضاء المجمع
- جميل صدقي الزَّهَاوِيُّ
- معروفٌ الرُّصَافِيُّ
- توفيقٌ السُّوَيديُّ
- ياسين طه العزاوي
- محمد جميل روزبياني
- مصطفى جواد
- عماد عبد السلام رؤوف
- بشار عواد معروف
- محمد بهجة الأثري
- ناجي معروف
- بنيامين حداد قسم اللغة السريانية

## المصطلحات
وحدد المجمعُ العلميُّ العراقيُّ أولوياتٍ خاصة في وضع الكلمات والمصطلحات العلمية منذ تأسيسه جاء فيها: (إنَّ وضعَ الكلماتِ الحديثةِ في اللُّغَةِ يجري إمَّا علىٰ طريقةِ الٱشْتقاقِ في وضع كلمةٍ حديثةٍ إلَّا إذا لَمْ يُعثَرْ في اللُّغة علىٰ ما يؤدي معناها بخلاف التعريب، فإنه يجوز تعريب كلمة أعجمبية مع وجود اسم لها في العربية. ويُرَجَّحُ الشائعُ المشهورُ من المُوَلَّدِ والدَّخِيلِ على الوحشيِّ المهجورِ مِنَ الكلماتِ التي في معاجم اللغة). وأصدرَ المجمعُ مجموعاتٍ من المصطلحات المتعلقة بالعلوم الحديثة، مِن أهمها الإصدارات الآتية:
- 1959 م مصطلحات في علوم الفضاء.
- 1960 م مصطلحات في علم التربة.
- 1962 م مصطلحات في القانون الدستوري.
- مصطلحات في هندسة السكك الحديدية والري.
- مصطلحات في السكك الحديدية.
- مصطلحات لمصلحة الركاب.
- 1965 م مصطلحات صناعة النفط.
- 1967 م مصطلحات مقاومة المواد وهندسة إسالة الماء.
- 1968 م مصطلحات علم الجراحة والتشريح.

فضلًا عن:
- مصطلحات علم الحيوان.
- مصطلحات علم التربية.
- مصطلحات علم الرياضيات.
- مصطلحات علم النفس والطب النفسي.
- مصطلحات المحاصيل الحقلية.
- مصطلحات علم الفيزياء.
- مصطلحات الهندسة الكهربائية.
- مصطلحات البحوث والرسائل العلمية.
- مصطلحات الزراعة.
- مصطلحات علم الكيمياء.
- مصطلحات علم الوراثة.
- مصطلحات علم الصوتيات.
- مصطلحات الهندسة الآلية.
- مصطلحات علم النبات.
- مصطلحات علم الأحصاء.
- مصطلحات حياة الخلية.
- مصطلحات علوم الارض.
- مصطلحات هندسة البناء.
- مصطلحات علم المراعي.
- مصطلحات الهندسة المدنية.
- مصطلحات المساحة.
- مصطلحات المعادن والسبائك.
- مصطلحات التعدين والتأكل.
- مصطلحات علمية في (الأنواء الجوية).
- مصطلحات علمية في (الدواجن).
- مصطلحات علم البستنة.
- مصطلحات علم الغابات.
- مصطلحات علم الأسماك.
- مصطلحات علم الأحياء.
- مصطلحات علم الكيمياء الفيزيائية.
- مصطلحات علمية في منتوجات الألبان.
- مصطلحات علمية في الطب البيطري.
- مصطلحات علم الري والبزل.

## وصلات خارجية
- موقع المجمع الرسمي